# Porto Real (kommun)
Porto Real är en kommun i Brasilien.   Den ligger i delstaten Rio de Janeiro, i den sydöstra delen av landet, 800 km sydost om huvudstaden Brasília. Antalet invånare är 16 574.
Följande samhällen finns i Porto Real:
- Porto Real

Omgivningarna runt Porto Real är huvudsakligen savann. Runt Porto Real är det tätbefolkat, med 659 invånare per kvadratkilometer.